# Ingrid Haralamow-Raimann
Ingrid Haralamow-Raimann, née le 29 juillet 1966, est une kayakiste suisse.

## Carrière
Ingrid Haralamow-Raimann est médaillée d'argent en kayak à quatre (K4) 500 mètres aux Jeux olympiques d'été de 1996 à Atlanta avec Daniela Baumer, Sabine Eichenberger et Gabi Müller.